# Mâine va fi prea târziu
Mâine va fi prea târziu (titlul original: în italiană Domani è troppo tardi) este un film dramatic italian, realizat în 1950 de regizorul Léonide Moguy, protagoniști fiind actorii Anna Maria Pierangeli, Vittorio De Sica și Lois Maxwell. 
Cu acest film, Anna Maria Pierangeli a câștigat Panglica de Argint ca cea mai bună actriță. De asemenea filmul a fost premiat ca cel mai bun film italian la Festivalul de film din Veneția.

## Conținut
Mirella este o adolescentă introvertită și neînțeleasă, provenită dintr-o familie modestă, dar demnă; este îndrăgostită în secret de Franco, care pare însă că preferă să aibă mai multe însoțitoare de sex feminin...

## Distribuție
- Anna Maria Pierangeli – Mirella
- Vittorio De Sica – profesorul Landi
- Lois Maxwell – domnișoara Anna
- Gino Leurini – Franco
- Gabrielle Dorziat – directoarea școlii
- Armando Migliari – directorul
- Lauro Gazzolo – domnul Giusti
- Carlo Romano – domnul Barrardi
- Olga Solbelli – doamna Giusti
- Ave Ninchi – doamna Berardi
- Monique Van Vooren – Giannina
- Vito Chiari – prietenul lui Franco
- Patrizia Corsi Rota – Bianca
- Carlo Delle Piane – Enzo
- Luciano De Ambrosis –
- Armando Annuale –
- Lina Marengo – Serafina